# 陈艺
陈艺（1998年9月2日—），辽宁大连人，中国女子曲棍球运动员。她曾代表中国参加2018年亚洲运动会曲棍球比赛，结果获得铜牌。她也参加了2018年世界杯女子曲棍球赛。